# Colección litográfica de cuadros del Rey de España el Sr. D. Fernando VII
La Colección lithographica de cuadros del Rey de España el Sr. D. Fernando VII es una obra de reproducción litográfica de las pinturas existentes en el Real Museo de Pinturas (actual Museo del Prado) realizada entre 1826 y 1837.

## Historia
A mediados de la década de 1820, Fernando VII de España, a instancias de José de Madrazo, decidió la importación de la novedosa técnica de la litografía, forma de grabado en piedra. Fruto de este interés fundó el Real Establecimiento Litográfico. Esta institución tuvo como principal misión la formación de esta obra, además de servir de escuela para litógrafos españoles, la creación de una obra que litografiara las pinturas del Real Museo de Pinturas, que eran propiedad privada del Fernando VII. El esfuerzo se debió al interés personal del propio monarca y al del pintor José de Madrazo, que fue el encargado de la dirección de la obra. La Colección lithographica ... tuvo como antecedente directo la Compañía para el grabado de los cuadros de los Reales Palacios, que a finales del siglo XVIII había tratado de difundir sistemáticamente las obras pictóricas presentes en los palacios del rey de España. Este intento fue un fracaso, llegándose a publicar tan solo 26 grabados.
La Colección lithographica... comenzó su andadura con la publicación del primer cuadernillo, presentado al rey el 30 de marzo de 1826. El monarca fue además dedicatario de la obra. El segundo tomo comenzó a publicarse en 1832 y el tercero en 1837. Fueron suscriptores de la obra unos 180, desde el propio Fernando VII, hasta Thomas Lawrence, pasando por Leopoldo II de Toscana, Manuel Fernández Varela, Francisco Cea Bermúdez o Gaspar Remisa.
La obra continuó siendo publicada hasta febrero de 1837, cuando se finalizó debido a los esfuerzos económicos del reino en la Primera Guerra Carlista.
Los textos explicativos de las pinturas fueron escritos en un principio por Juan Agustín Ceán Bermúdez (hasta 1826,incluida la lámina XLVI del primer tomo. Después serían escritos por José Musso y Valiente.

## Descripción
Se publicó por cuadernillos, que debían después ser agrupados hasta formar tres tomos.
- El primer tomo se compone de: la portada, una dedicatoria al rey y un prólogo escritos por el director de la obra, José de Madrazo; dos poemas laudatorios de Fernando VII como protector de las bellas artes, por Juan Miguel de Arrambide y Alberto de Lista, respectivamente; una litografía del retrato ecuestre de Fernando VII, por José de Madrazo; una descripción del Real Museo, por Antonio López Aguado; a continuación, se disponían 62 litografías reproduciendo cuadros acompañados por sus correspondientes textos explicativos (de la I al LXII) y por último, un índice.
- El segundo tomo contiene: la portada, un soneto dedicado a la reina consorte María Cristina de Borbón, por Juan Bautista Arriaza; una litografía de Charles Legrand, a partir del retrato por José de Madrazo de la citada princesa; 63 litografías de pinturas con sus textos explicativos (LXIII al CXXVI), finalizando con un índice y la lista de suscriptores.
- El tercer tomo se estructuraba en la forma siguiente: portada, una litografía de Isabel II, niña, a partir de un retrato al óleo de José de Madrazo; las 65 litografías de los cuadros (CXXVII al CXCVIII) y un índice.

La obra fue estampada en cuatro calidades distintas de papel, para permitir una mayor divulgación de público. Se utilizó la técnica del aguatinta litográfica.

### Individuales
1. ↑  Arias Anglés, Enrique (18 de noviembre de 1999). Del Neoclasicismo al Impresionismo. Ediciones AKAL. p. 197. ISBN 978-84-460-0854-5. Consultado el 9 de mayo de 2021.
2. ↑  Matilla, Juan Manuel. «Compañía para el grabado de los cuadros de los Reales Palacios.». Enciclopedia del Museo del Prado.

- Datos: Q97328277
- Multimedia: Coleccion lithographica de cuadros del Rey de España el Sr. D. Fernando VII / Q97328277